# Diglossocera bifida
Diglossocera bifida là một loài ruồi trong họ Tachinidae.